# Apixaban
Apixaban, được bán dưới tên thương mại Eliquis trong số những người khác, là một thuốc chống đông máu được sử dụng để điều trị và ngăn ngừa cục máu đông và để ngăn ngừa đột quỵ ở những người bị rung tâm nhĩ. Cụ thể, nó được sử dụng để ngăn ngừa cục máu đông sau khi thay khớp háng hoặc thay khớp đầu gối và ở những người có tiền sử cục máu đông trước đó. Nó được sử dụng như là một thay thế cho warfarin và không cần theo dõi bằng xét nghiệm máu. Nó được uống qua đường miệng.
Tác dụng phụ thường gặp bao gồm chảy máu và buồn nôn. Các tác dụng phụ khác có thể bao gồm chảy máu quanh cột sống và phản ứng dị ứng. Sử dụng không được khuyến cáo trong khi mang thai hoặc cho con bú. Sử dụng dường như tương đối an toàn ở những người có vấn đề về thận nhẹ. So với warfarin nó có ít tương tác hơn với các loại thuốc khác. Nó là một yếu tố trực tiếp ức chế Xa.
Apixaban đã được chấp thuận cho sử dụng y tế tại Hoa Kỳ vào năm 2012. Một tháng cung cấp ở Vương quốc Anh tiêu tốn của NHS khoảng 57 £ vào năm 2019. Tại Hoa Kỳ, chi phí bán buôn của số thuốc này là khoảng 427 USD. Năm 2016, đây là loại thuốc được kê đơn nhiều thứ 123 tại Hoa Kỳ với hơn 5 triệu đơn thuốc.

## Sử dụng trong y tế
Apixaban được sử dụng cho các mục đích sau:
- Để giảm nguy cơ đột quỵ và tắc mạch ở những người bị rung tâm nhĩ không do rung tim.
- Phòng ngừa huyết khối tĩnh mạch sâu (DVT). DVT có thể dẫn đến thuyên tắc động mạch phổi (PE) ở bệnh nhân phẫu thuật thay khớp gối hoặc khớp háng.
- Điều trị cả DVT và PE.
- Để giảm nguy cơ tái phát DVT và PE sau khi điều trị ban đầu.

### Rung tâm nhĩ
Apixaban được Viện Sức khỏe và Lâm sàng Quốc gia khuyến cáo để phòng ngừa đột quỵ và thuyên tắc hệ thống ở những người bị rung tâm nhĩ không do van tim và ít nhất một trong các yếu tố nguy cơ sau: đột quỵ hoặc thiếu máu não thoáng qua, từ 75 tuổi trở lên, đái tháo đường, hoặc suy tim có triệu chứng.
Apixaban và thuốc chống đông máu khác (dabigatran, edoxaban và rivaroxaban) tỏ ra không kém phần hiệu quả như warfarin trong việc ngăn ngừa đột quỵ không xuất huyết ở những người bị rung nhĩ và có liên quan đến giảm nguy cơ chảy máu nội sọ.
Trong khi apixaban có thể được sử dụng ở những người bị suy giảm nghiêm trọng chức năng thận và những người đang chạy thận nhân tạo, nó chưa được nghiên cứu trong các nhóm này. Có thể sử dụng apixaban đủ liều (5 mg [thầu]), trừ khi áp dụng ít nhất hai trong số các đặc điểm sau: tuổi bệnh nhân từ 80 tuổi trở lên, trọng lượng cơ thể từ 60 kg trở xuống và creatinine huyết thanh là 1,5 mg/dL hoặc cao hơn, trong trường hợp giảm liều tới 2,5 mg được chỉ định.